# Kazimiera Krzak
Kazimiera Krzak z domu Nowak (ur. 16 lipca 1928 w Brzezince, zm. w październiku 2011 w Oświęcimiu) – była więźniarka obozu koncentracyjnego KL Auschwitz. 
Do obozu trafiła w wieku 15 lat, była to kara za zgubienie niemieckiej przepustki. Przed marszem śmierci uratował ją pobyt w obozowej kwarantannie. Po wyzwoleniu obozu przez Armię Czerwoną udała się do domu. Wróciła jednakże następnego dnia z zamiarem ratowania pozostałych w obozie dzieci. Z ich grupy wybrała siedmioletnią dziewczynkę, mówiącą po polsku Żydówkę Lusię Kałuszyner. Zabrała ją do domu. Po kilku miesiącach po dziewczynkę zgłosiła się jej matka, której udało się przeżyć wojnę. Zabrała Lusię do Łodzi, a po kilku latach obie wyemigrowały do Izraela.
27 stycznia 2007 w 62 rocznicę wyzwolenia KL Auschwitz, została odznaczona przez prezydenta RP Krzyżem Kawalerskim Orderu Odrodzenia Polski.
W 2010 roku na podstawie autentycznej historii Stowarzyszenie Auschwitz Memento zrealizowało półgodzinny film dokumentalny "Siostrzyczka".